# Конституция Сербии 1888 года
Устав Королевства Сербия (серб. Устав Краљевине Србије) — исторически четвертая конституция Сербии, действовавшая в 1889—1894 гг. Принята Великой народной скупщиной, заседавшей с 21 декабря 1888 г. по 2 января 1889 г.

## Принятие конституции
Усилившееся недовольство авторитарным королевским правлением вынудило короля Милана I пойти на либеральную конституционную реформу 1888—1889 гг., приведшую к отречению Милана от престола. Король объявил о предстоящем созыве Великой народной скупщины с целью принятия новой конституции и немедленном образовании коалиционной комиссии для разработки её проекта. Выборы в Скупщину дали 500 мандатов радикалам, 79 либералам и один напреднякам. 
Скупщина (21 декабря 1888— 2 января 1889) приняла конституцию, признававшую за королём, правящим при содействии ответственного перед скупщиной министерства, исполнительную власть; власть же законодательная и вотирование бюджета предоставлены были единой палате, избираемой непосредственно всеми налогоплательщиками, что почти равносильно было всеобщему избирательному праву. 
Конституция обеспечивала свободу личности, свободу печати, собраний и союзов. Новая конституция была названа современниками «наиболее демократической из всех бывших в Сербии», она формально закрепила новую конституционно-правовую модель сербского государства — либеральную. Порядок формирования и компетенция основных государственно-правовых институтов изменились в направлении демократизации. Король утвердил конституцию, но и не подумал применить её на практике.

## Организация государственной власти по конституции 1888 г.
- Король (Краль). Король является главой государства. Полномочия короля в сфере законодательной власти ограничиваются правом досрочного роспуска скупщины и промульгацией принятых парламентом законов. Министры лишь утверждаются королём по представлению скупщины.
- Министерский совет. Министры назначаются королём по списку, представленному скупщиной, и увольняются королём по собственному желанию либо после новых выборов в скупщину. Министры ответственны перед скупщиной.
- Государственный совет. Госсовет является совещательным органом при короле и состоит из 16 членов, из которых 8 назначаются королём, 8 скупщиной.
- Скупщина. Скупщина является законодательным органом и состоит из 160 депутатов, избираемых на 4-летний срок прямым голосованием. Активное избирательное право принадлежит всем совершеннолетним гражданам, платящим не менее 15 динаров (франков) в год прямых налогов (это несколько менее 10% всего населения Сербии); пассивное избирательное право обусловлено платежом не менее 60 динаров налогов и грамотностью; для лиц с высшим образованием эта норма понижена до 30 динаров. Правом голоса, активного и пассивного, не пользуются военные, духовенство и некоторые должностные лица.
- Местное управление и самоуправление. Срезы (районы) и общины пользуются самоуправлением. Закон 1890 г. об управлении округов и срезов установил в округах окружного начальника (губернатора) как представителя центральной власти в окружную скупщину как орган самоуправления, в срезах — срезского начальника и срезскую скупщину.